# ساشا استاروویچ
ساشا استارویچ (به صربی: Saša Starović) (زاده ۱۹ اکتبر ۱۹۸۸) بازیکن والیبال اهل صربستان و عضو تیم ملی والیبال صربستان است. ساشا در المپیک ۲۰۰۸ و ۲۰۱۲ به همراه تیم ملی در این مسابقات حضور داشت. او با صربستان به دو نایب قهرمانی و یک مدال برنز لیگ جهانی، یک قهرمانی و دو سومی جام ملت‌های اروپا و یک مدال برنز قهرمانی والیبال جهان دست یافت.

## باشگاه‌ها
- ۲۰۰۵-۰۶  اوکی گاسکو
- ۲۰۰۶-۰۹  بودوانسکا ریویرا بودوا
- ۲۰۰۹-۱۰  اورال اوفا
- ۲۰۱۰-۱۱  لاتینا
- ۲۰۱۱-۱۲  اومبریا
- ۲۰۱۲-  لوبه بانکا ماچراتا